# Basane (peau de mouton)
Pour les articles homonymes, voir Basane.
 (octobre 2024).
Si vous disposez d'ouvrages ou d'articles de référence ou si vous connaissez des sites web de qualité traitant du thème abordé ici, merci de compléter l'article en donnant les références utiles à sa vérifiabilité et en les liant à la section « Notes et références ».

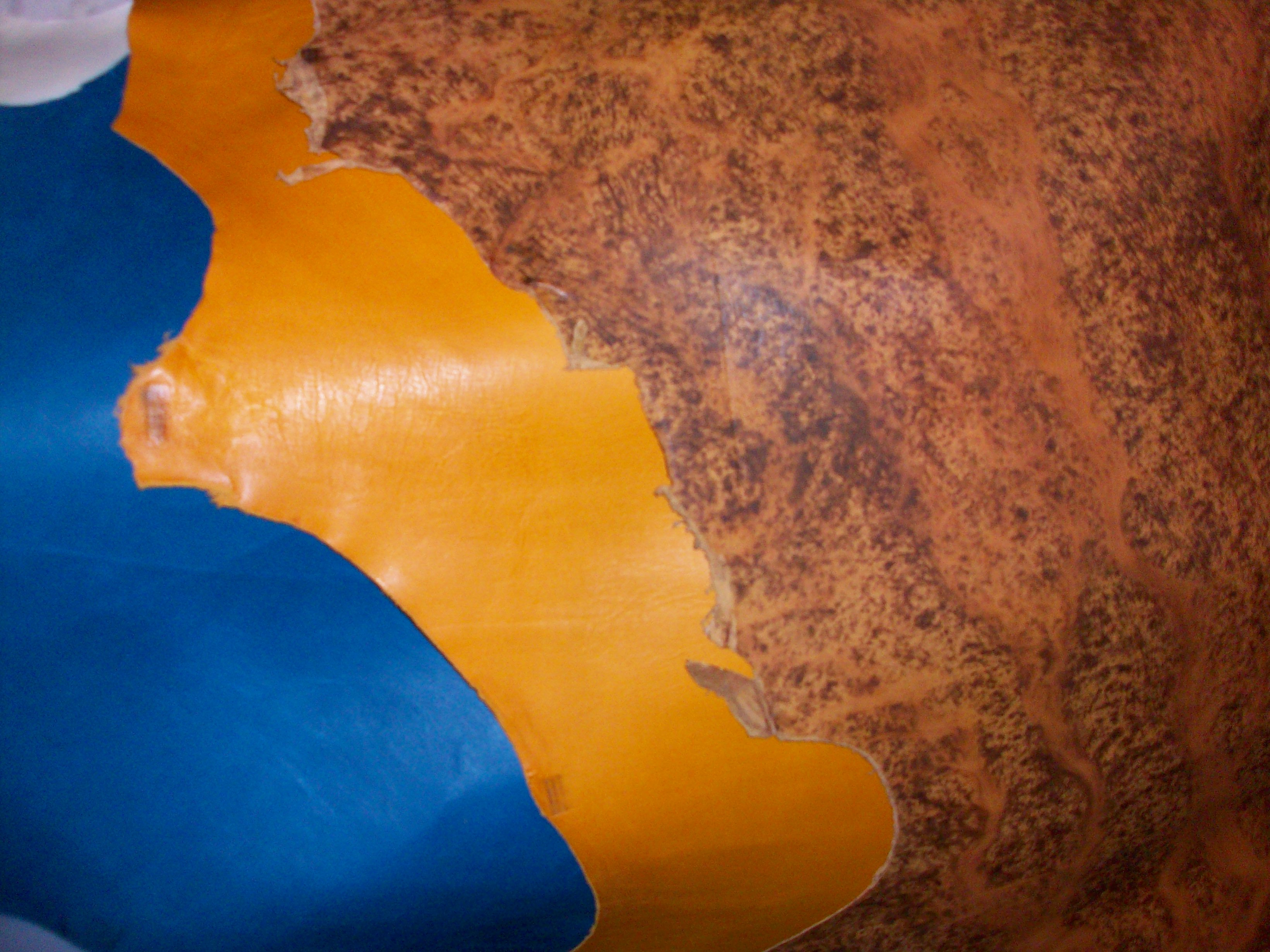
Cuir basane de diverses couleurs.

La basane est une peau de mouton tannée avec des substances végétales qui était très utilisée par les Arabes et  qui servait à couvrir les livres et servait aux  usages de cuisine comme : rouler les pâtes, conserver l'eau, conserver les dattes et les fruits : tomate séchée, figue, abricot.
En matière de reliure, la basane est utilisée pour les reliures ordinaires de teinte naturelle. De qualité médiocre, la basane offre une durée de vie bien moindre que les reliures en maroquin, en veau ou même en chagrin.
Les basanes sont de petits chaussons en peau de mouton faits pour être mis à l'intérieur d'une chaussure.

## Symbolique
Les noces de basane symbolisent les 31 ans de mariage dans le folklore français.